# Luján Rugby Club

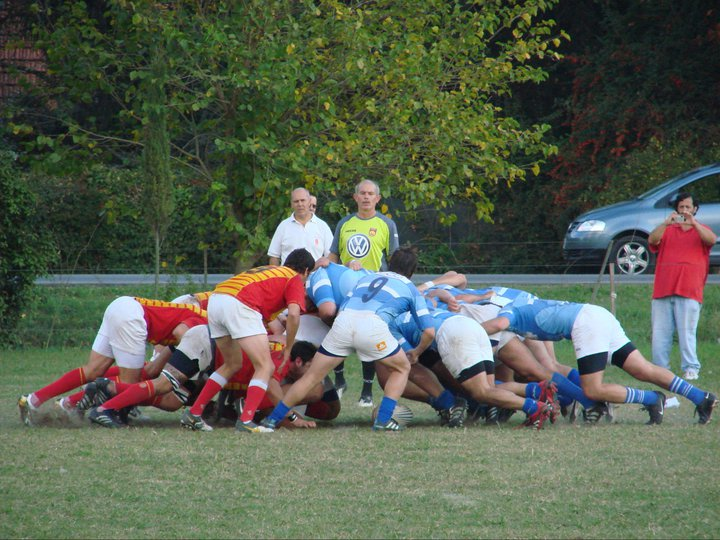
Scrum Lujan Rugby Club

El Luján Rugby Club (LRC) es un club de rugby y hockey sobre césped ubicado en la ciudad de Luján, provincia de Buenos Aires, Argentina.
El rugby de LRC participa de torneos organizados por la Unión de Rugby de Buenos Aires (URBA) mientras que los planteles de hockey femenino y de caballeros lo hacen en el Torneo Metropolitano de la Asociación Amateur de Hockey de Buenos Aires.

## Fundación
El Luján Rugby Club-LRC- fue fundado el 8 de julio de 1972, por un grupo de estudiantes del Colegio Hermanos Maristas, quienes inician esta actividad deportiva en la localidad.
El club fue creciendo a lo largo de los años. En un principio, quien impulsó este emprendimiento fue la comisión directiva integrada por el presidente: Rubén Álvarez; vicepresidente: Hugo Lespada; secretario: Armando Negri; tesorero: Juan Carlos Brero; vocales titulares: José M. Gentile, Carlos H. Gutiérrez, Gabriel H. Darlan y Carlos L. Gowland. 
Los entrenamientos se realizaban en el Colegio Marista, donde nace LRC. Luego se utilizó como cancha, el campo municipal situado en la calle Dr. Real y Francia, cedido por la municipalidad al Luján Rugby Club, en su primera oportunidad, por el término de treinta años.
Ernesto Miranda, jugador del club San Martín, fue el primer entrenador oficial de la institución. 
Alrededor de 1973 se inicia, paralelamente, la actividad de Hockey femenino, liderada por Nelba Bouvier, Rosita Freire, Carmen Acuña, entre otras.
En 1974 se logra la afiliación a la Asociación Argentina de Rugby, y en 1974-1975 también lo hace a la Asociación Argentina de Hockey.

## Sede del LRC
El campo municipal cedido al LRC se encuentra en las calles Dr. Real entre Francia y Rivadavia (Luján), Pcia. De Buenos Aires, donde se realizan los entrenamientos de rugby, los días martes y jueves (categorías juveniles y superior) y los días miércoles y sábados (categorías infantiles).
En el barrio La Loma se ubica el nuevo predio de Luján Rugby Club, donde hockey realiza sus entrenamientos (días martes y jueves), los fines de semana (sábados), los partidos de ambos deportes se realizan allí.

## Acceso al anexo
Por Acceso Oeste, al llegar a Luján, tomar hacia la Basílica Nuestra Señora de Luján hasta la rotonda con dos mástiles, allí a la derecha, cruzar el puente y continuar hasta la próxima rotonda, tomar por Ruta Nacional 7 (hacia San Andrés de Giles), a 200 m se ubica el club, se debe ingresar por camino lateral donde se encuentra el local “Carbonlito”.
Por los siguientes medios de transporte
Ferrocarril: Línea Sarmiento hasta Estación Luján, de allí tomar colectivo 503 hasta la Terminal de ómnibus.
Ómnibus: la Terminal de ómnibus se encuentra a 150 m del Club, por la calle Dr. Real.
Desde Palermo, línea 57 a Luján.
Desde Once, línea 52 a Luján.
Desde Puente Saavedra, línea 365 a Luján.
Desde La Plata, Empresa Argentina a Luján.
Automóvil: por Ruta 7 y Acceso Oeste (Gaona), tomar Nuestra Señora de Luján, 400 m en dirección a La Basílica se puede hallar la Terminal de Ómnibus, doblar a la izquierda 150 m

## Rugby
El rugby en Argentina se encuentra muy difundido a lo largo de todo el país, siendo la zona del Gran Buenos Aires la que concentra la mayor cantidad de clubes.
Escuelita, de 4 a 7 años
M8, de 7 a 8 años
M9, de 8 a 9 años
M10, de 9 a 10 años
M11, de 10 a 11 años
M12, de 11 a 12 años
M13, de 12 a 13 años
M14, de 13 a 14 años
Juveniles:
Menores de 15
Menores de 16
Menores de 17
Menores de 19
Superior:
Preintermedia
Intermedia
Primera
Días de entrenamiento:
Infantiles: miércoles 17:30 a 19:00. Sábados 10:30 a 12:00.
Juveniles: martes y jueves 19:00 a 21:00.
Superior: martes y jueves 21:00 a 23:00.
Días de partido
Sábados: 
- Pre intermedia - 13:30
- Intermedia - 14:30
- Planten superior - 15:30
- Infantiles - A partir de 10:30

Domingos:
- Juveniles - A partir de las 12:30

## Divisiones Hockey
Décima
Novena
Octava
Séptima
Sexta
Quinta
Superior:
Intermedia
Primera
Días de entrenamiento Hockey Femenino:
Décima, Novena y Octava: martes y jueves 17:30 a 18:30
Séptima: martes y jueves 18:00 a 19:30
Sexta: martes y jueves 18:30 a 20:30
Quinta y Superior: 20:00 a 22:00
Días de entrenamiento Hockey Caballeros:
Intermedia y Superior: miércoles y viernes de 20:30 a 22:00

## Vestimenta
- Rugby: camiseta a franjas horizontales azules y celestes, con rayas blancas, pantalón blanco, y medias azules.
  - Vestimenta alternativa: camiseta roja con cuello blanco, pantalón blanco, y medias azules.
- Hockey Femenino: camiseta a franjas horizontales azules y celestes, con rayas blancas, pollera blanca y azul, y medias azules.
- Hockey Caballeros: camiseta a franjas horizontales azules y celestes, con rayas blancas, pantalón blanco, y medias azules y celestes.